# Hemibuthus crassimanus
Espèce
Synonymes
- Archisometrus crassimanus Pocock, 1897

Hemibuthus crassimanus est une espèce de scorpions de la famille des Buthidae.

## Distribution
Cette espèce est endémique du Gujarat en Inde. Elle se rencontre dans le district de Panchmahal.

## Description
Le mâle syntype mesure 21 mm et la femelle syntype 28 mm.

## Systématique et taxinomie
Cette espèce a été décrite sous le protonyme Archisometrus crassimanus par Pocock en 1897. Elle est placée dans le genre Hemibuthus par Pocock en 1900.

## Publication originale
- Pocock, 1897 : « Descriptions of some new species of scorpions from India. » Journal of the Bombay Natural History Society, vol. 11, p. 102–117 (texte intégral).